# Fachleute für Kundendialog

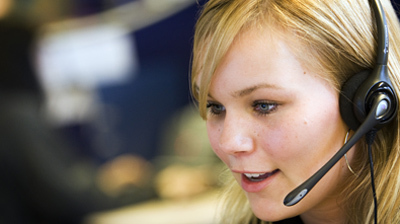
Eine Fachfrau für Kundendialog bei der Arbeit in einem Call-Center

Fachleute für Kundendialog (auch Fachfrau/Fachmann für Kundendialog EFZ) ist eine Berufliche Grundbildung gemäss dem schweizerischen Bundesgesetz über die Berufsbildung (BBG). Die ersten Lernenden starteten im Herbst 2011.
Die erforderlichen Dokumente wie Bildungsverordnung und Bildungsplan wurden von der Projektgruppe des damaligen Branchen-Verbandes zusammen mit dem Staatssekretariat für Bildung, Forschung und Innovation (SBFI) erarbeitet.
Seit August 2019 ist der Verband AURIS für die Grundbildung als OdA (Organisation der Arbeitswelt) verantwortlich.

## Berufsbild
Die Fachfrau / der Fachmann Kundendialog akquiriert, berät und betreut Kunden während der Zeit der gesamten Kundenbeziehung.
Während dieser Zeit berät sie/er z. B. die Kunden über verschiedene Produkte und Dienstleistungen, führt Verkaufsgespräche, nimmt Kundenaufträge, -fragen und -beschwerden entgegen, bearbeitet diese oder leitet diese an die zuständigen Stellen weiter.
Die Fachfrau / der Fachmann Kundendialog führt Gespräche mit Kunden über seine Zufriedenheit mit dem Unternehmen und die Dienstleistung und gewinnt Kunden zurück. Dabei kann er auf unterschiedliche Kundentypen individuell eingehen und mit ihnen angepasst kommunizieren.
Die Fachfrau / der Fachmann Kundendialog kann die Kundengespräche in der regionalen Landessprache und zwei Fremdsprachen führen. Sie/er kann eine schwierige Situation analysieren und sein/ihr eigenes Vorgehen in Konfliktsituationen reflektieren und Massnahmen ergreifen. Sie/er kennt die Arbeitsinstrumente eines Contact Centers und deren Eigenschaften und beherrscht deren Anwendung.
Der Mensch und Kunde steht im Zentrum und die Fachfrau / der Fachmann Kundendialog kann sich in schwierigen Gesprächssituationen gezielt abgrenzen. Sie/er kennt seine Stärken und Schwächen im Umgang mit Kunden, in der Kommunikation und mit Stress-Situationen und kann angemessen damit umgehen und die Fähigkeiten weiterentwickeln.
Die Fachfrau / der Fachmann Kundendialog versteht sich als Aushängeschild der Unternehmung und führt ihre/seine Tätigkeiten kundenorientiert aus. Die Fachfrau / der Fachmann Kundendialog ist befähigt, Kundengespräche nach den Grundsätzen der Gesprächsführung durchzuführen.

## Ausbildung
Die Ausbildung dauert drei Jahre. Die drei Ausbildungsorte sind Betrieb, Berufsfachschule und überbetriebliche Kurse.

## Beruflicher Kontext

### Verwandte Berufe
Verwandte Berufe sind das KV und der Detailhandel. Die Nähe zu diesen Berufen lässt zu, dass sich Lernende auf ihrem weiteren beruflichen Weg in anverwandte Berufe weiterentwickeln. 

### Weiterbildungsmöglichkeiten
Die Fachfrau / der Fachmann Kundendialog lernt gerne Neues kennen und kann flexibel auf Situationen reagieren.
Der zentrale Ausbildungsschwerpunkt ist die situations- und adressatengerecht Kommunikation in allen Phasen des Kundenkontaktes sowie die Dienstleistungs- und Kundenorientierung.

### Abgrenzung der Tätigkeiten in der Grundbildung zur Weiterbildung
Der Fachmann / die Fachfrau für Kundendialog hat die Möglichkeit, innerhalb vom Team Verantwortlichkeiten ohne Mitarbeiterführung zu übernehmen:
- Sie können die Rolle als Linetrainer innehaben mit der Aufgabe, die Mitarbeiter auf dem Laufenden zu halten, mit Neuerungen in Prozessen und Produktwissen. Der Linetrainer organisiert ebenfalls Refresherschulungen.
- Der Shiftleader ist verantwortlich für die Organisation der Einsatzpläne und überwacht den reibungslosen Betrieb im Contact Center.
- Die Mitarbeiter können sich als Projektmitarbeiter spezialisieren oder Expertentätigkeiten innerhalb des eigenen Teams übernehmen.

## Betrieblicher Kontext

### Betriebsgrösse und -organisation
Fachleute für Kundendialog arbeiten in grösseren und kleineren Organisationen. Unter Umständen nennt sich die Abteilung nicht zwingend Contact Center, sondern Kundendienst oder Customer Care. 

### Einsatzvielfalt Fachleute Kundendialog
Durch die Mehrsprachigkeit der Schweiz und der landesweiten Kundenbetreuung, finden sprachbegeisterte und -begabte Mitarbeiter eine abwechslungsreiche und interessante Arbeit in unserer Branche.
Mitarbeiter, welche den Servicegedanken gerne in der beruflichen Tätigkeit leben und sich kundenorientiert gegenüber Gesprächspartnern und Kollegen verhalten, fühlen sich in der Contact Center Umgebung wohl.
Die Tätigkeiten sind einerseits klar strukturiert, andererseits besteht der Anspruch selbstständig Kundengespräche zu führen. Die Mitarbeiter sind belastbar, multitaskingfähig und arbeiten gerne im Team. Die Arbeit erfolgt in einer Umgebung moderner Technologien und wird durch Strukturen, Prozesse und Vorgaben eng geleitet. Die Begleitung erfolgt in nahem Kontakt mit Vorgesetzten und Kollegen.
Der Kundendienst kann in verschiedenen Abteilungen geleistet werden, im Billingbereich, in der IT-Hotline, Beratung oder im Auskunftsdienst/Helpdesk.

### Arbeitsbedingungen
Die technologische Entwicklung bleibt in der Branche nicht stehen. Die Kommunikation mit dem Kunden allerdings ist und bleibt die wichtigste Tätigkeit. Die Mitarbeiter sind in einer abwechslungsreichen Branche tätig und müssen viel Flexibilität und Eigenmotivation zeigen. Als Ausgelernte arbeiten sie u. U. im Schichtbetrieb und können ihre Fremdsprachenkenntnisse optimal einsetzen. Dazu sollen sie bereit sein Neues zu lernen und über ein ausgeprägtes Serviceverständnis und Kundenorientierung verfügen.